# 肥後六花

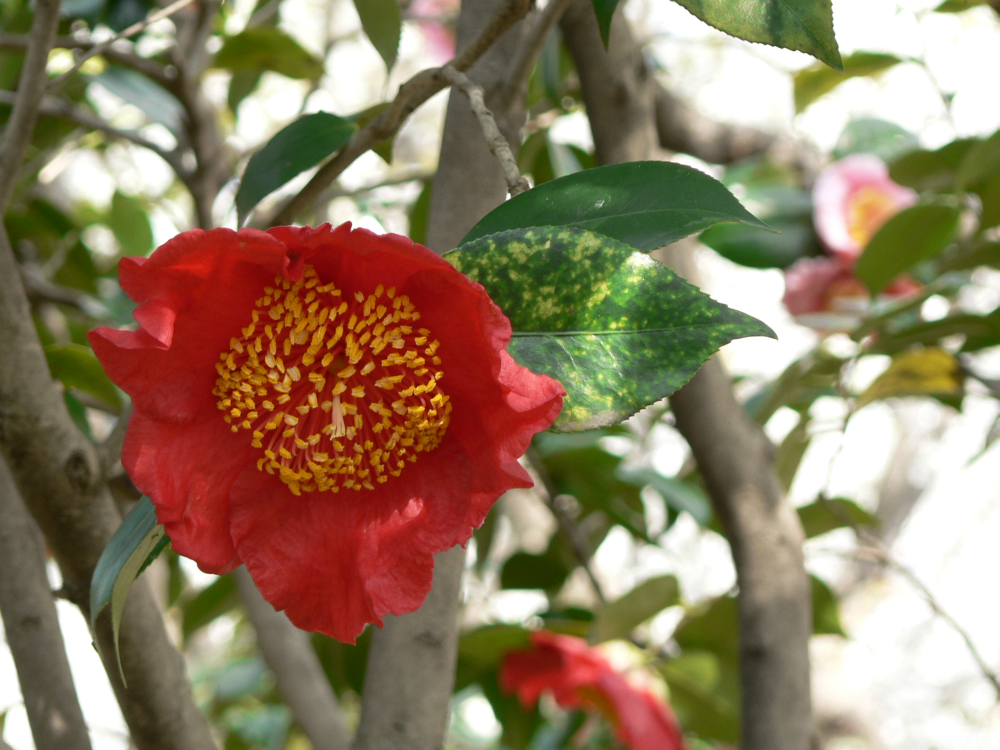
肥後六花のひとつで、熊本市の「市の花」でもある肥後椿

肥後六花（ひごろっか）は、肥後椿（ひごつばき）、肥後芍薬（ひごしゃくやく）、肥後花菖蒲（ひごはなしょうぶ）、肥後朝顔（ひごあさがお）、肥後菊（ひごぎく）、肥後山茶花（ひごさざんか）の6種の花の総称。
江戸時代から明治時代にかけて熊本藩士とその後裔によって育成されてきたものだが、肥後六花という名称自体は古くからあったものではなく、昭和30年代から40年代にかけて自然発生的に生まれ定着したものとみられる。肥後六花の共通の特徴としては、花芯（雄蕊）が見事なこと、花形が一重一文字咲きであること、花色の純粋なことの三点がある。熊本県と熊本市は、1972年（昭和47年）から2年かけて熊本城内に「肥後名花園」を設置している。

## 肥後椿（ひごつばき）

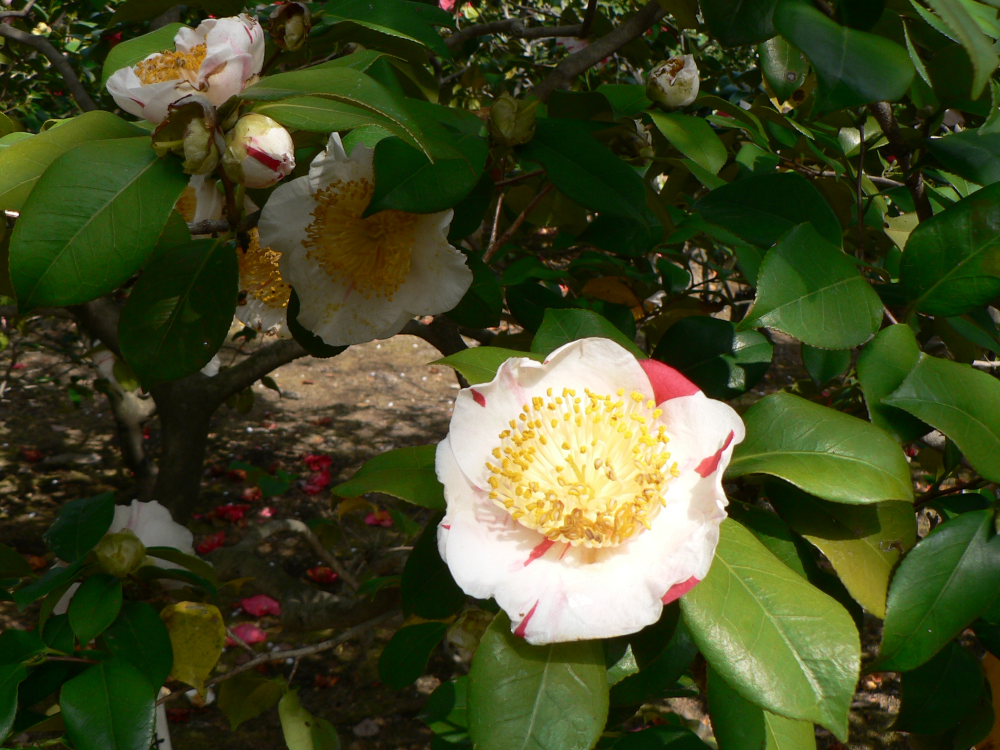
肥後椿。花糸が満遍なく広がったものが良花とされる。

一重咲きだが、半八重咲きの品種もある。雄蕊が「梅芯」で、花の中央部に満布する。この、梅芯をなす花糸の出来が最も重視される。雄蕊の基部は僅かに合着しているが、基部から花糸が分かれており、花糸が花の内側いっぱいに広がったものが優品とされる。花糸が均一にならず周囲に偏るものを「輪芯」というが、これは悪品とされる。花弁が平開し（稀に牡丹咲きもある）、花弁数は通常5枚から6枚。花色は紅、白、淡紅、絞り（錦）。花期は2月から4月。盆栽や庭木にする。品種数は約110品種。
肥後椿の起源ははっきりせず、ユキツバキとヤブツバキの交配とも言われるが定かではない。1829年（文政12年）の『文助筆記』では既に30品種の肥後椿が鉢植え培養法とともに記されている。現存する老樹から推定すると150年から200年以上の歴史があると考えられる。明治20年代に最盛期を迎え、皆花園、名花園が発行した『椿花銘鑑』には約120品種が記載されていたが、大正期に椿栽培が衰退し、戦争でも多くの品種が失われた。熊本市が1974年（昭和49年）に市民から公募した結果、肥後椿が熊本市の「市の花」に選ばれた。保存団体は、1958年（昭和33年）に結成された肥後椿協会（熊本県庁農政部果樹園芸課内）で、会員500名。

## 肥後芍薬（ひごしゃくやく）
一重咲き、あるいは一重から三重の蓮華咲きとされる。大輪で、直径は30センチメートル以上にもなる。花弁数は8枚から20枚。花色は白、桃、赤のほか、淡紅、紫、緋、海老茶なども。花芯は豊かな梅芯で、100-200本の雄蕊が盛り上がるが、ツバキとは異なりシャクヤクは本来そのような形であるため、花芯の盛り上がりは見事である。この盛り上がりが大きいものほど優秀とされる。花期は4月下旬から5月上旬。花壇で栽培するが、3年から5年で土地を変えるため、本格的に栽培するには十分な広さの庭が必要。
シャクヤクは、宝暦年間に薬草として蕃滋園に植えられた。肥後六花の中では最も早くに始まったものと言われており、藩士中瀬助之進（白蝶）が芍薬の品種改良を進め、1778年（安永7年）から1793年（寛政5年）にかけて書いたものをまとめた『芍薬花品評論』を1795年（寛政7年）に著した。その内容は多岐にわたり、これによって肥後芍薬の栽培法・観賞法などが確立した。品種数は、1793年（寛政5年）頃に100余り、明治末期に500余りもあったが、その後100余りとなり、さらに第二次世界大戦で多くの品種が滅んだ。保存団体はなく、栽培者10名。

## 肥後花菖蒲（ひごはなしょうぶ）
三英花と六英花があり、いずれも花弁が大きく幅広い。花色は白、紫、藍、紅、瑠璃、褐、絞りなど。雌蕊が大形で富士山形。花期は6月上旬から中旬。鉢作りにし、室内で観賞する。鉢は、今日では深さは15cmほどの水の平焼が主に使用される。池や堀割に植え上から眺める江戸花菖蒲が上から見て美しいよう改良が進んだのに対して、肥後花菖蒲は鉢植えにして座敷で観賞するため、横から見た姿が美しくなるように改良された。
ほかの肥後六花と違い、肥後花菖蒲の起源はかなりはっきりしている。江戸の旗本に松平定朝（松平左金吾、菖翁）という者がおり、野生種から優れた栽培品種を作り出していた。熊本藩主の細川斉護がその花菖蒲を譲って貰えないかと打診したものの、菖翁はその（大名からの）頼みを断った。これを、藩士の吉田可智（閏之助）が、江戸勤番の際に菖翁に弟子入りし、1833年（天保4年）にようやく「門外不出とする、熊本で良い花ができたら江戸に送る」という約束で譲り受けた5品種が、肥後花菖蒲の起源である。1886年（明治19年）に満月社が結成され、1893年（明治26年）に現在の満月会に改称した。肥後花菖蒲はこの満月会の協力によって改良を重ねてきたが、閏之助が菖翁と交わした約束は満月会の規則として今も守られ続けており、苗を会の外に出すことは厳しく禁じられている。友人知人はもちろん、親兄弟、妻子への譲渡も禁止されており、それは花の出来が悪くても例外ではなく、余分な苗は焼き捨てることとされている。そもそも満月会会員の花菖蒲は、あくまで会のものと規定されており、会員が死亡した場合は50日以内に花菖蒲を「自他の別なく」返すこととされている。会員以外への譲渡は禁止されているため、1928年のパリ万博への出品を勧められた際も断り、1930年に来日したリード博士から苗の分譲を依頼された際も断ったという。厳しい規則を守り続けている満月会だが、一度だけこれが破られ、肥後花菖蒲が門外に流出した。1923年（大正12年）に、満月会会員であった西田信常が、横浜で開いた植木屋「衆芳園」で肥後花菖蒲を売りに出したのである。また、盗難などで満月会の外に出たものが、販売されていることもある。保存団体は熊本花菖蒲満月会、会員約40名。

## 肥後朝顔（ひごあさがお）
中輪咲きで、花径は10-15センチメートル、6曜から9曜の合弁漏斗形。花色は紅、桃、青、白、海老茶、紫などがあるが、いずれも純色で覆輪はない。花筒は純白で濁りがない。ほかの肥後六花は花芯の形を重視するが、朝顔では花筒の中にあって見えないため、花筒が純白であることを重視する。葉は、白斑が入った「青斑入り」（あおふいり）、葉先が丸みを帯びる「洲浜葉」（すはまば）である。花期は7月から9月。
肥後朝顔では、小鉢本蔓作り（行儀作り）という独特の仕立て方をする。本焼の12cm小鉢に植え、本蔓を摘芯せずに鉢の3倍ほどの高さに止め、かつ第一花を草丈の4分の1の位置に咲かせる。このような、鉢と茎葉と花の釣りあい、品位を重視する。
朝顔の栽培は江戸時代後期に流行したがその後廃れ、明治時代に入って再び盛んになった。熊本では1899年（明治32年）に凉花会が結成され、種子を門外不出として育成・保存に努めた。第二次世界大戦や1953年（昭和28年）の水害ののち、徳永据子が守り続けていた種子から再興した。保存団体は肥後朝顔凉花会（熊本市立博物館内）で、会員約250名。

## 肥後菊（ひごぎく）
薄物の一重咲きで、大輪・厚物咲きの豪華さを追求する通常の菊作りとは異なり、清雅高爽な美しさを求める。花の大きさは、観賞用の菊の中では中菊だが、肥後菊の中にも大中小があり、花径は大菊で20-22センチメートル、中菊で8-10センチメートル、小菊で5-6センチメートル。花弁数は20-30枚前後で、花弁は重ならず、間が透けている。花弁には平弁と管弁があり、花色は紅、白、黄の純色。花芯は大きく明瞭である。花期は11月中旬から12月上旬。
肥後菊は花壇で栽培するが、その並べ方は花色（紅・白・黄）、花弁（平弁・管弁および匙弁）、花の大きさ（大菊・中菊・小菊。草丈の高さとも一致する）によって定められている。大菊を天菊（後菊）、中菊を人菊（中菊）、小菊を地菊（前菊）として三列に植え、前菊と後菊は向かって右から「紅色の平弁、白色の管弁、黄色の平弁、……」の順、中菊は右から「黄色の平弁、紅色の管弁、白色の平弁、……」の順にする（匙弁・半管弁は管弁として扱う）。株の間隔は1尺8寸 (55cm) とし、中菊は前菊・後菊と位置をずらして前から見えるように植える。高さは、後菊が4尺5寸 (136cm)、中菊が3尺 (91cm)、前菊が1尺5寸 (45cm)、そして1本に咲かせる花の数も、後菊が7-9輪、中菊が7輪、前菊が20-30輪程度と、それぞれ細かく決まっている。植える際に平弁と管弁を繰り返すのは、陰花と陽花という区別によるもので、陰花（平弁）は「心の二本立ち」に、陽花は「心の一本立ち」にそれぞれ仕立てる。

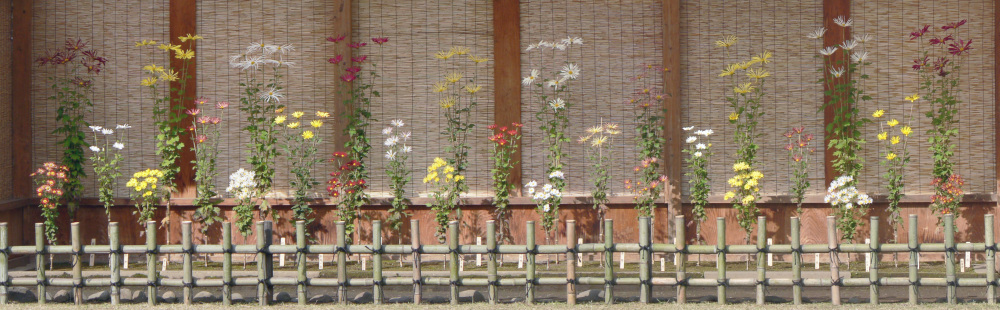
熊本城「肥後銘花園」の三間花壇

熊本におけるキク栽培は、宝暦年間に藩主細川重賢が藩士の精神教育として奨励したことで盛んになった。重賢自身も菊を愛し、「蕣・百合・雑」という写生帖の中で196種を描いている。ただし、その頃一般に観賞されていたのは厚弁の八重咲きであったとみられる。現在にまで伝わっている独特の花壇作りは、1819年（文政2年）に秀島七右衛門（英露）が著した『養菊指南車』によるものである。1887年（明治20年）には「愛寿会」が結成された。愛寿会も肥後菊を門外不出としていたが、1929年（昭和4年）に会規を改め一般にも開放された。品種数は90から100品種ほど。熊本市では、観光課内に肥後菊保存会を置き、代々の熊本市長が会長として肥後菊の保存・管理にあたっている。保存団体は肥後菊保存会（熊本市役所観光課内）と、愛寿会（会員約40名）がある。

## 肥後山茶花（ひごさざんか）
「一重大輪梅芯咲きが特徴」「一重大輪の純系種の育成が目的」とされるが、一重咲きと梅芯という形質自体はサザンカ本来の特徴であり、山に自生するものや他地域のものと同じである。ただし、それらの形質についても改良がなされており、一重だけでなく八重咲きもある。花径は5-15センチメートルにもなる大輪。花弁数は、一重咲きで5-10枚、八重咲きで30-50枚。花色は紅、紫紅、濃紅、淡紅、桃、紅ぼかし、白。花期は10月下旬から、遅いものでは翌年2月まで残る品種もある。最盛期は11月中旬。盆栽や生垣、庭木にする。
系統ははっきりしない。肥後六花の中では最後に生まれたもので、1879年（明治12年）に山崎貞嗣が代表的品種「大錦」を作出・命名したことに始まる。その後、山崎を盟主とする「晩香会」が結成され、彼らによって次々と新たな品種が生み出された。なお、晩香会の会員は満月会の会員でもあり、水前寺・江津湖周辺の住人がほとんどであった。肥後山茶花も長い間「門外不出」が守られてきたが、1967年（昭和42年）に肥後さざんか協会が結成され、一般にも開放されるようになった。保存団体は、肥後さざんか協会（熊本市役所農林課内、会員約50名）。

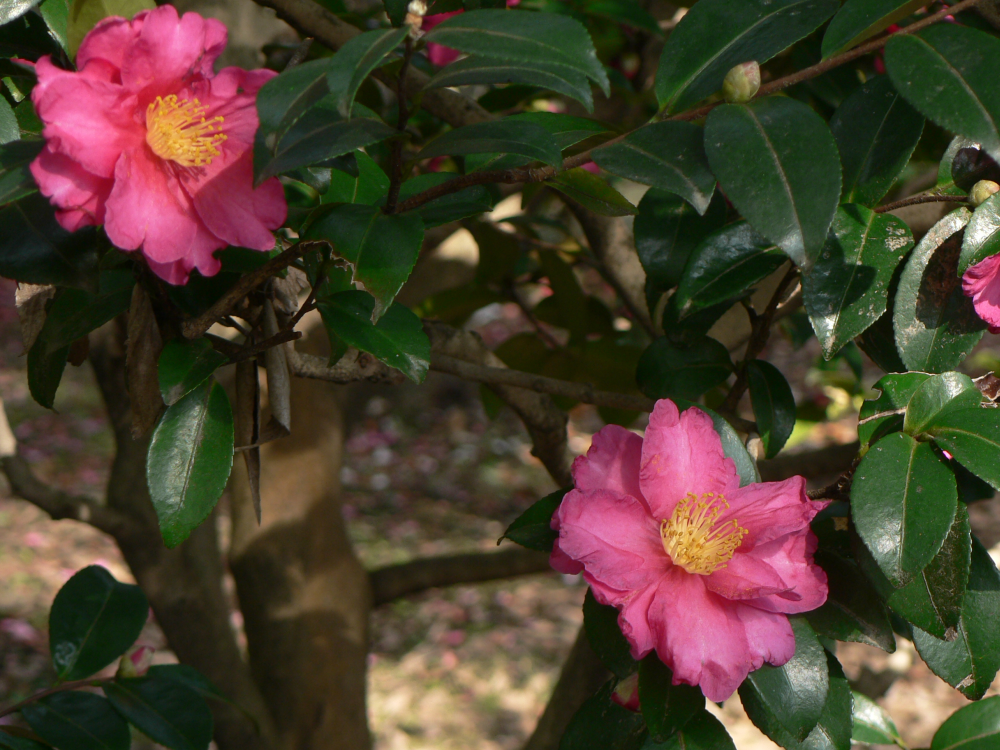
熊本城「肥後銘花園」の肥後山茶花
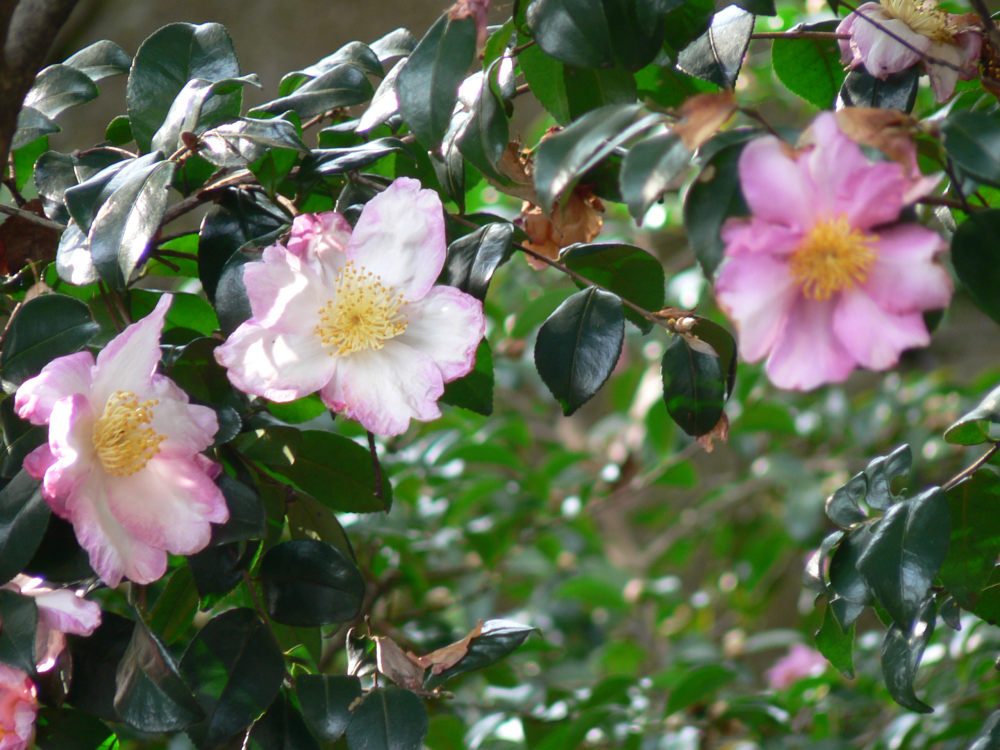
同左
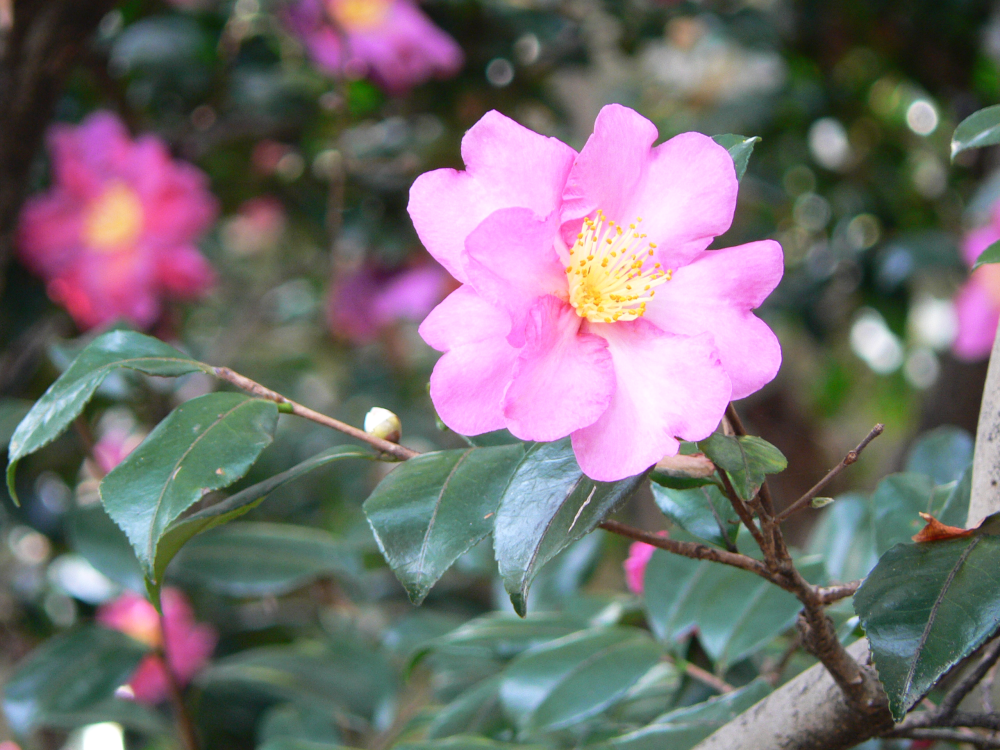
同左

## その他

### ドキュメンタリー
- 新日本紀行「肥後秘花 〜熊本〜」（1981年6月28日、NHK）[57]